# Polnische Verfassung
Die polnische Verfassung (polnisch Konstytucja Rzeczypospolitej Polskiej) wurde am 2. April 1997 von Sejm und Senat (Nationalversammlung) verabschiedet und am 25. Mai 1997 vom polnischen Volk per Volksabstimmung angenommen. Sie ist seit dem 17. Oktober 1997 in Kraft. Am Runden Tisch wurde am 7. April 1989 die auf die sozialistische Diktatur zugeschnittene Verfassung der Volksrepublik Polen mit dem Vermerk novelliert, dass eine neue Verfassung verabschiedet werden solle. Durch viele verschiedene politische Strömungen und wechselnde Machtverhältnisse in der Regierung machte der Expertenkreis der Verfassungskommission nur langsame Fortschritte bei der Ausarbeitung eines Verfassungsentwurfes.

## Geschichte
Ihr Vorgänger waren die Verfassung von 1952 und die „Kleine Verfassung“ von 1992. Letztere ermöglichte ein ordnungsgemäßes Funktionieren des polnischen Staates in der Zeit zwischen 1990 und 1997.
In Polen entstand am 3. Mai 1791 die erste Verfassung in Europa; das ist bis heute ein polnischer Feiertag.

## Inhalt
Die polnische Verfassung besteht aus dreizehn Kapiteln und 243 Artikeln.
Die Präambel enthält keine typische Invocatio Dei, obwohl Gott erwähnt wird („sowohl diejenigen, die an Gott […] glauben, als auch diejenigen, die diesen Glauben nicht teilen“).
Der Präambel folgen 13 Kapitel, in denen die Republik, die Grundrechte und -pflichten, die Rechtsquellen, die Staatsorgane (Sejm und Senat, Präsident, Ministerrat), die territoriale Selbstverwaltung, die Judikative, die übrigen Verfassungsorgane (Beauftragter für Bürgerrechte etc.), die Finanzverfassung, der außerordentliche Zustand und die Verfassungsänderungen sowie Referenden definiert werden. Diese Verfassung folgt der parlamentarischen Tradition der März-Verfassung von 1921, in der der Sejm und Senat die wichtigste Rolle spielen.
Besondere Aufmerksamkeit ist dem zweiten Kapitel zu widmen. Die polnische Verfassung garantiert die Wahrung aller wesentlichen Grundrechte eines demokratischen Rechtsstaates.
Im vierten Kapitel werden die Kompetenzen der polnischen Parlamentskammern, Sejm und Senat, verankert. Im Kapitel sechs und sieben befinden sich detaillierte Vorschriften über die Stellung des polnischen Staatspräsidenten und der polnischen Regierung.